# جيمي لويد
جيمي لويد (بالإنجليزية: Jimmy Lloyd)‏ (5 يوليو 1939 بليفربول في المملكة المتحدة - 22 مارس 2013 في المملكة المتحدة) هو ملاكم بريطاني، صنّف ضمن فئة الوزن المتوسط والوزن المتوسط الخفيف ‏. شارك في الألعاب الأولمبية الصيفية 1960.

## وصلات خارجية
- جيمي لويد على موقع بوكس ريك (الإنجليزية) (registration required)
- جيمي لويد على موقع أوليمبيديا (الإنجليزية)